# スポーツ・コンプレックス
スポーツ・コンプレックス（Sports Complex）は、幾つかのスポーツ競技施設を併せ持った施設群の総称であり、スポーツ施設のグループ・エンターテインメント複合施設。含まれる施設には、スタジアム（陸上競技場、サッカースタジアム、野球場など）の他、プール（水泳場）、屋内アリーナなどを備える。このエリアはフィットネスのためのスポーツ施設である。
いわゆる運動公園もスポーツ・コンプレックスの一つと言えるが、日本の運動公園のほとんどは都市公園法に基づいて整備された都市公園の一分類であり、「スポーツ・コンプレックス」と区別されることが多い。

## オーストラリア
- メルボルンのスポーツおよびエンターテインメント地区
- スプリングベールインドアスポーツセンター

## アジア
- アザディスポーツコンプレックス
- 北京国家体育場
- セブシティスポーツコンプレックス
- ダバオシティUPスポーツコンプレックス
- ダバオデルノルテスポーツコンプレックス
- ゲロラブンカルノスポーツコンプレックス
- リサール記念スポーツ施設
- エルサレムスポーツクォーター
- ジャカバリンスポーツシティ
- JRDタタスポーツコンプレックス
- マリキナスポーツセンター
- ニュークラークシティスポーツコンプレックス
- パナードパークアンドスポーツコンプレックス
- スポーツハブトリバンドラム
- シュリーシブチャトラパティスポーツコンプレックス
- ソウルスポーツコンプレックス
- シンガポールのスポーツハブ
- マレーシア国立スポーツコンプレックス

## ヨーロッパ
- アテネオリンピックスポーツコンプレックス
- プリオリットセルネケアリーナ

## 北米
- カムデンヤードスポーツコンプレックス
- メドウランズスポーツコンプレックス
- サウスフィラデルフィアスポーツコンプレックス
- トルーマンスポーツコンプレックス

## 南アメリカ
- アタナシオジラルドースポーツコンプレックス